# Črnolica
Črnolica je naselje u slovenskoj Općini Šentjuru. Črnolica se nalazi u pokrajini Štajerskoj i statističkoj regiji Savinjskoj. 

## Stanovništvo
Prema popisu stanovništva iz 2002. godine naselje je imalo 62 stanovnika.